# Punta
Traditionell punta är en slags dansmusik från garifunafolket som framförs under fester eller liknande, med stilens tillhörande dans. Dagens punta och puntarock har utvecklats de senaste 30 åren, huvudsakligen av garifunamusiker från Belize, Honduras och Guatemala. Stilen har växt kraftigt i Nicaragua, El Salvador, södra Mexiko och i USA. Sångerna framförs på garifunaspråket, belizisk kreol, engelska och spanska. Några nämnvärda musiker är Andy Palacio, Pen Cayetano och Paul Nabor.